# ویرجیلیو فوساتی
ویرجیلیو فوساتی (به ایتالیایی: Virgilio Fossati) بازیکن فوتبال و اهل ایتالیا است

## تیم ملی
از سال ۱۹۱۰ میلادی عضو تیم ملی فوتبال ایتالیا بوده و در ۱۲ بازی ملی حضور داشته‌است. او در بازی‌های ملی‌اش ۱ گل به ثمر رساند.
ویرجیلیو فوساتی آخرین بازی ملی خود را در سال ۱۹۱۵ میلادی انجام داد. ویرجیلیو فوساتی کاپیتان اینتر و تیم ملی ایتالیا در سن ۲۶ سالگی در طی جنگ جهانی اول در جنگ بین قوای اتریش و ایتالیا کشته شد.